# HALO/HAHO
Spadochroniarstwo wojskowe – wojskowe dostarczanie sił i środków metodą desantu, wykonywanego z dużej wysokości z samolotów transportowych, w założeniu powyżej zasięgu pocisków obrony przeciwlotniczej.

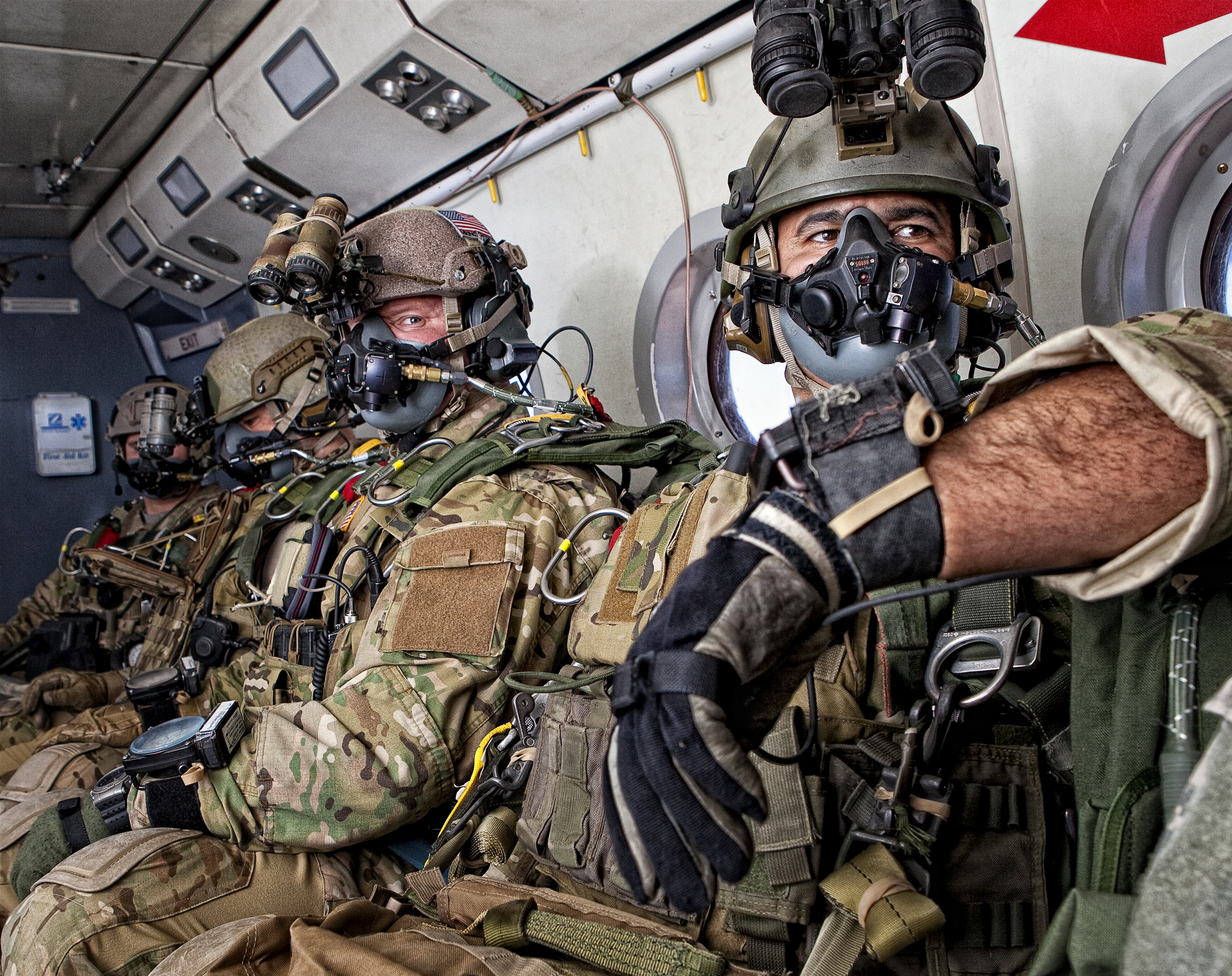
Żołnierze przygotowujący się do skoku spadochronowego (HAHO)

## Opis
Wszystkie skoki ze spadochronem wykonywane z ponad 4 tys. metrów nazywane są wysokimi i wszystkie zgodnie z przepisami muszą być wykonywane z użyciem aparatury tlenowej. Wyróżnia się dwa rodzaje skoków wysokich: HALO i HAHO . Metody te znane są pod określeniem MFF (ang. military free fall – wojskowy spadek swobodny).
Skoki są wykonywane także z psami służbowymi.
W Siłach Zbrojnych Rzeczypospolitej Polskiej do wykonywania skoków HALO/HAHO z pełnym wyposażeniem taktycznym skoczka i z aparaturą tlenową, bez potrzeby stosowania spadochronu stabilizacyjnego jest spadochron typu: TPDS-LLT. Jest spadochronem desantowym taktycznym z wolnym systemem otwarcia w układzie plecy–plecy. Przeznaczony jest do wykonywania skoków szkolno–treningowych, szkolno–bojowych i bojowych. Ponadto SZ RP posiadają zestawy do nauki układania spadochronów zapasowych typu: TPDS-LLT.

### HALO
HALO jest akronimem (skrótowcem) od High Altitude – Low Opening (skok z dużej wysokości, z niskim otwarciem czaszy spadochronu). Skoczek opada swobodnie i otwiera spadochron nisko nad ziemią, przy czym minimalna wysokość otwarcia czaszy to około 1,5 km .

### HAHO
HAHO jest skrótowcem od High Altitude – High Opening (skok z dużej wysokości, z otwarciem czaszy na dużej wysokości). Skoczkowie skaczą z samolotu lecącego na wysokości 10 kilometrów i otwierany jest spadochron na wysokości ok. 8000 m, a następnie wykonywany jest długi przelot. Wszystko zależy od typu działań, które ma wykonać skoczek/skoczkowie. Skoki HAHO wymagają użycia masek tlenowych. W czasie lotu samolotem żołnierze oddychają tlenem za pomocą aparatury zespołowej, tzw. matki, by na rozkaz przełączyć się na indywidualny aparat tlenowy . Głównym niebezpieczeństwem dla skoczków na dużych wysokościach jest niskie ciśnienie. Sprawia ono, że płuca człowieka nie są w stanie zaabsorbować koniecznej do oddychania ilości tlenu. Może dojść do hipoksji (niedotlenienia) lub choroby dekompresyjnej. To może doprowadzić do utraty przytomności, a nawet i śmierci skoczka .

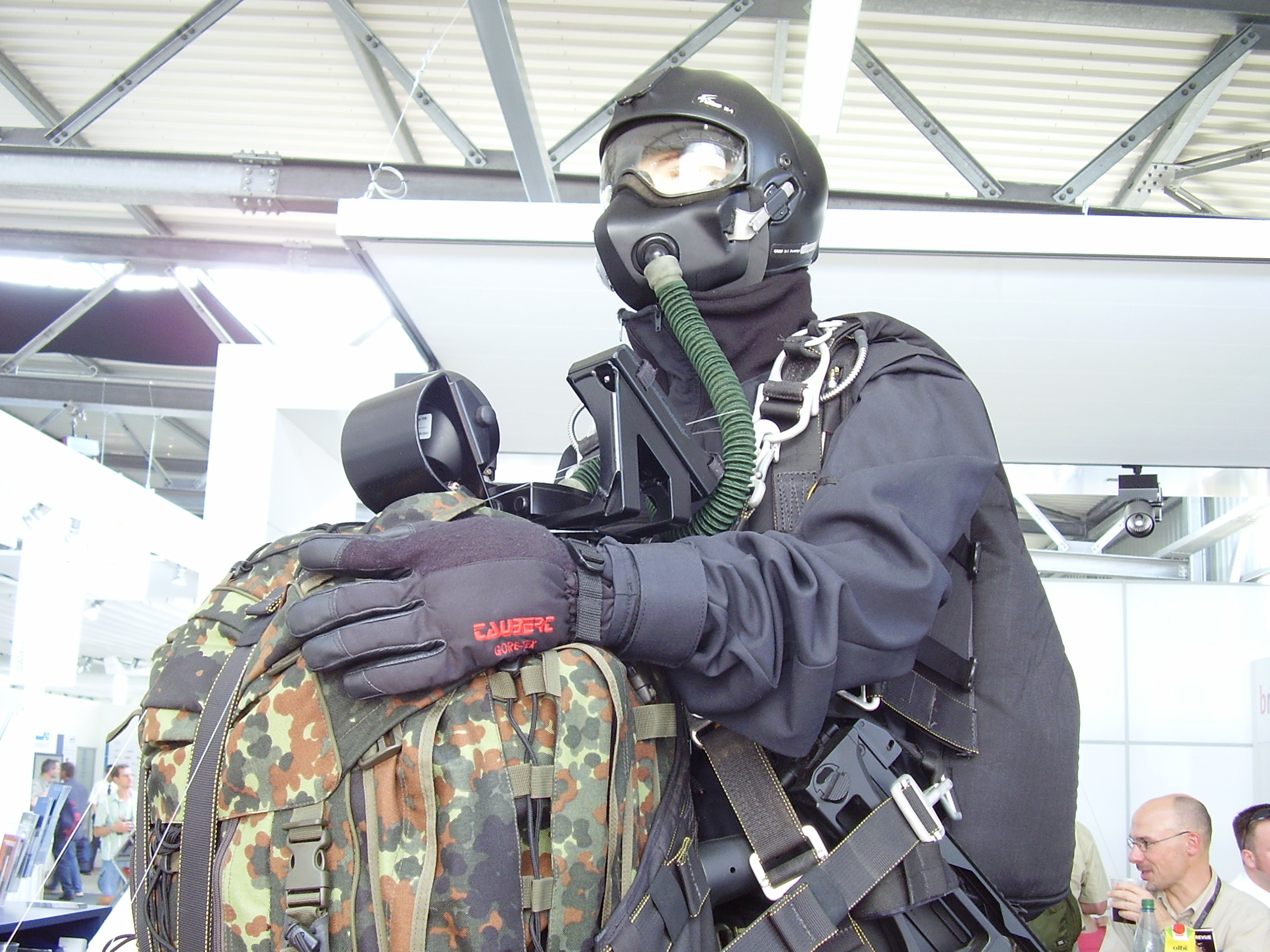
Skoczek spadochronowy umundurowany i oporządzony do skoku HAHO

Podstawowym wyposażeniem skoczka jest spadochron szybujący, jako główny i zapasowy, aparat tlenowy skoczka, przynajmniej dwa wysokościomierze, odbiorniki GPS, GLONASS itp. i busola. Skoczek ma odpowiednią bieliznę, która chroni go przed hipotermią i odmrożeniami (niebezpieczne dla zdrowia jest obcowanie z niskimi temperaturami panującymi na dużej wysokości, ok. -50° Celsjusza), specjalizowane kurtkę i spodnie, specjalne rękawiczki, do których można wkładać podgrzewacze (podczas skoków wysokich dłonie marzną najbardziej), mają na głowie hełm, kominiarkę oraz gogle dla ochrony oczu. Poza odzieżą spadochroniarz jest oporządzony zgodnie z zadaniem bojowym .
W czasie skoku spadochroniarz musi odpowiednio nawigować w powietrzu, tak by nie doszło do kolizji z innymi skoczkami i wylądować w określonym miejscu. Kierując spadochronem używa odbiornika nawigacyjnego, topograficznych punktów charakterystycznych i cech terenu przy nawigacji do zamierzonej strefy lądowania, biorąc pod uwagę prędkość i kierunek wiatru.
Przy sprzyjających warunkach np. skacząc z 10 kilometrów, przelecieć na spadochronie można około 30 km w ciągu nieco ponad 20 minut. Ale nie jest to reguła, bo udają się przeloty na odległość 40 km .

## Historia
Początki techniki sięgają przełomu lat 40 i 50 XX wieku, gdy pułkownik John Stapp przeprowadzał badania, których przedmiotem były czynniki wpływające na możliwość przetrwania pilotów zmuszonych do katapultowania się na dużych wysokościach. W 1960 roku Dowództwo Sił Powietrznych Stanów Zjednoczonych prowadziło eksperymenty, będące ich kontynuacją. John Stapp katapultował się z rakietowych sań, by przekonać się, czy uderzenie powietrza może zabić pilota. Stapp rozwiązał wiele zagadnień dotyczących lotów na znacznych wysokościach podczas pracy dla USAF, wystawiając się na działanie wysokości sięgającej 45 tysięcy stóp (13,5 km). W późniejszym okresie pomagał w pracach nad fotelami katapultującymi oraz kombinezonami ciśnieniowymi, które są do dziś używane przez pilotów odrzutowców. Jako część eksperymentów, 16 sierpnia 1960 roku, pułkownik Joe Kittinger wykonał pierwszy skok z bardzo dużej wysokości, opuszczając samolot 19 mil (ok. 30,5 km) nad ziemią. Technika została użyta do celów wojskowych dopiero podczas działań US Army w Laosie, gdy członkowie MACV-SOG wykonali pierwsze stricte bojowe skoki. Tzw. Devgru United States Navy SEALs rozwinęła technikę HALO do zrzutów większych przedmiotów, takich jak łodzie, wraz ze skoczkami.
25 października 2019 roku Arkadiusz Majewski „Maya” oraz Jim Wigginton (były żołnierz US Army), wspólnie pobili rekord Guinnessa. Skoczyli ze spadochronem w tandemie z wysokości 11373 m n.p.m. Do udziału w tym przedsięwzięciu zaproszono Jednostkę Wojskową Komandosów, której żołnierze pomagali merytorycznie oraz użyczając aparaturę tlenową i filmowali to wydarzenie .